# رونالد كابلان
رونالد كابلان (بالإنجليزية: Ronald Kaplan)‏ هو لغوي وعالم حاسوب أمريكي، ولد في 15 يوليو 1946.